# Nassauvia
Nassauvia är ett släkte av korgblommiga växter. Nassauvia ingår i familjen korgblommiga växter.

## Bildgalleri

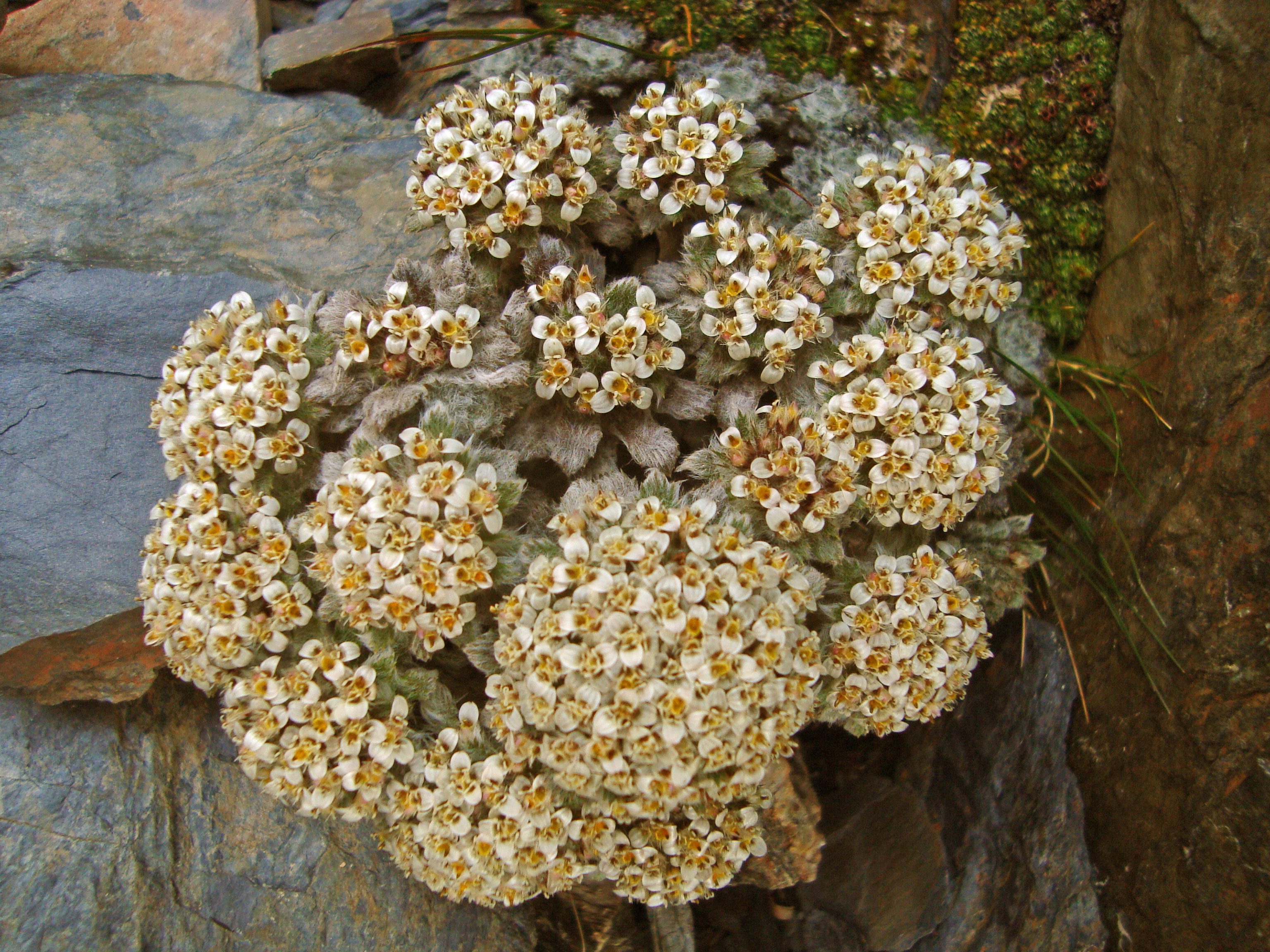
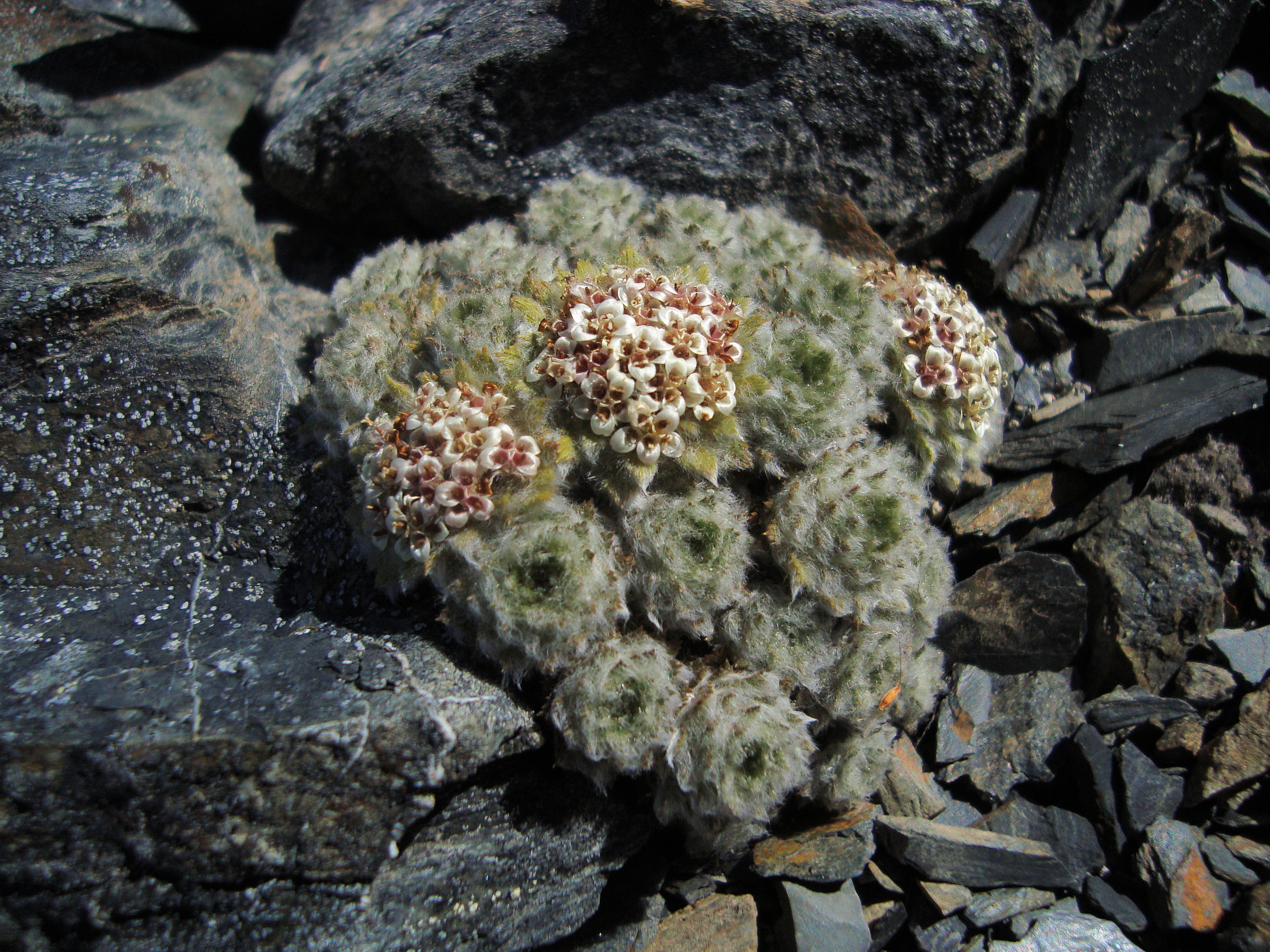
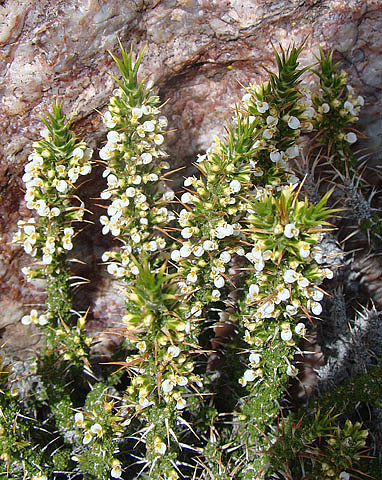

## Dottertaxa tillNassauvia, i alfabetisk ordning[1]
- Nassauvia ameghinoi
- Nassauvia argentea
- Nassauvia argyrophylla
- Nassauvia axillaris
- Nassauvia chubutensis
- Nassauvia coronipappa
- Nassauvia cumingii
- Nassauvia darwinii
- Nassauvia dentata
- Nassauvia digitata
- Nassauvia dusenii
- Nassauvia fuegiana
- Nassauvia gaudichaudii
- Nassauvia glomerata
- Nassauvia glomerulosa
- Nassauvia hillii
- Nassauvia juniperina
- Nassauvia lagascae
- Nassauvia lanata
- Nassauvia latissima
- Nassauvia looseri
- Nassauvia maeviae
- Nassauvia magellanica
- Nassauvia nivalis
- Nassauvia pentacaenoides
- Nassauvia pinnigera
- Nassauvia planifolia
- Nassauvia pulcherrima
- Nassauvia pumila
- Nassauvia pygmaea
- Nassauvia pyramidalis
- Nassauvia ramosissima
- Nassauvia revoluta
- Nassauvia ruizii
- Nassauvia sceptrum
- Nassauvia serpens
- Nassauvia sprengelioides
- Nassauvia sublobata
- Nassauvia ulicina
- Nassauvia uniflora